# Patronage
Pour les articles homonymes, voir Patronnage.
Un patronage est un appui et une protection donnés par un personnage influent ou un organisme reconnu, sous la forme d'une aide ou d'une subvention accordées à des activités sociales, culturelles ou sportives. C'est une forme d'initiative issue d'une organisation laïque ou paroissiale, destinée à remplir une mission de service d'ordre public envers une cause réelle et tangible ayant des fondements à la fois moraux, économiques, sociaux et culturels.

## Historique
En France, l'origine des patronages remonte au développement de l'organisation de protection à la fois de l'Église et des corporations, plaçant certaines de leurs structures sous la protection d'un saint patron. Par extension, le terme patronage, ou parfois aussi simplement patro, désigne le local où se réunissent ceux qui en bénéficient.
Avec les progrès de l'industrialisation et devant le surmenage, ou l'indifférence des pouvoirs publics, les patronages ecclésiastiques connaissent un fort développement, du fait de l'augmentation des enfants démunis voire orphelins.
Pendant la 2e moitié du XIXe siècle, les patronages encadrent localement de nombreux enfants et jeunes issus de milieux populaires ainsi que des orphelins. Le mouvement prend de l'ampleur au début du XXe siècle mais sans coordination nationale notable. Il existe alors des patronages de filles et de garçons, qui sont laïcs, privés, paroissiaux mais aussi municipaux. L'apogée de ce mouvement d'éducation populaire se place entre 1945 et 1950.

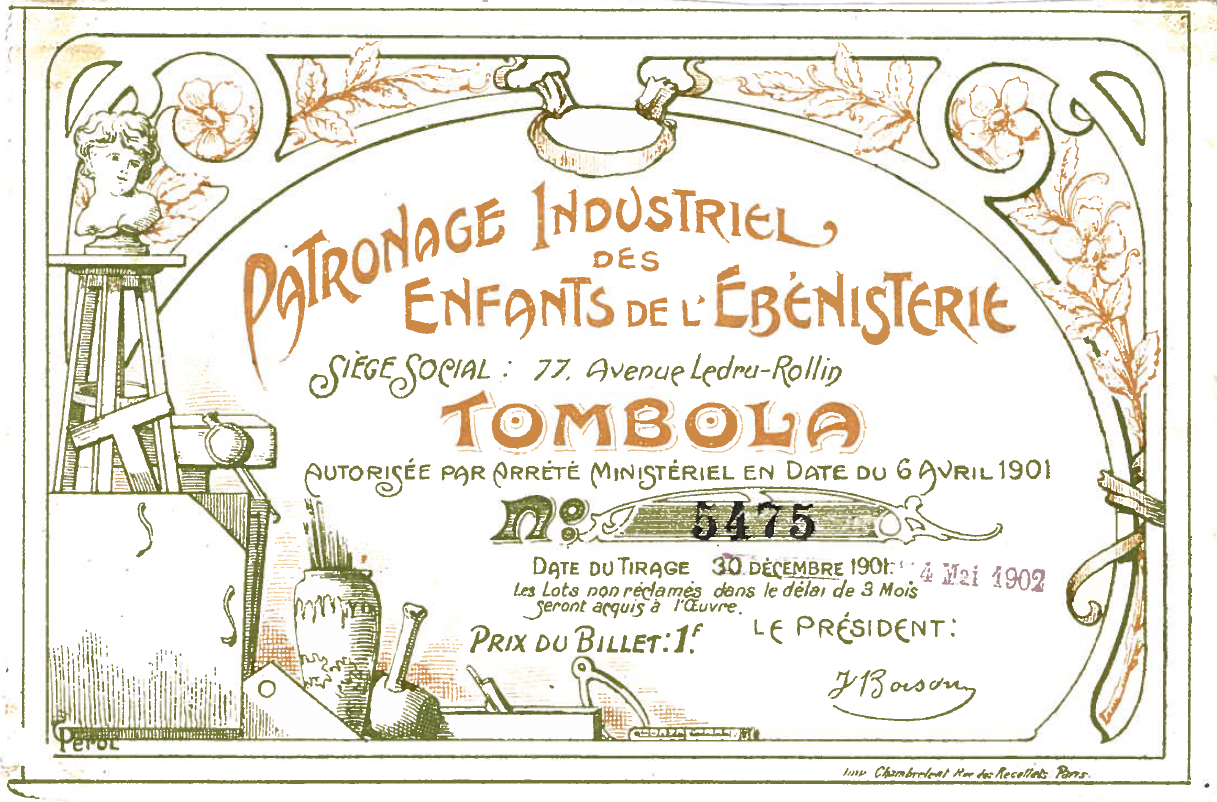
Billet de tombola d'un patronage industriel en 1901.

Diverses activités (sorties, jeux collectifs, etc.) sont organisées pour les enfants le jeudi après-midi (puis le mercredi après-midi), jour de congé scolaire. Les samedis et dimanches sont plus rarement occupés. Certains patronages développent plus particulièrement les arts comme le théâtre puis le cinéma paroissial et un sport comme la boxe, le basket-ball ou le football.
Il subsiste encore au XXIe siècle des patronages en France, qu'ils soient laïcs ou religieux. Les centres de vacances et de loisirs sont considérés en partie comme leurs successeurs.

## Objectifs
À leur début, ces patronages répondent à deux objectifs concernant les jeunes :
1. apporter une aide matérielle et/ou morale à des enfants démunis, les éduquer, les former et placer ces jeunes issus de milieux défavorisés. Cela se fait au sein de patronages scolaires ouverts aux enfants orphelins ou apprentis ;
2. recevoir les enfants et les adolescents durant leurs loisirs et leur apporter — dans un but de formation morale, physique et sociale — des activités sportives et éducatives distrayantes : « les patronages laïcs cherchent à créer un cadre agréable pour les activités des enfants. Ils emploient des moyens éducatifs et pédagogiques adaptés, organisent des jeux et excursions »[2], « l'œuvre du patronage des jeunes ouvrières s'occupe du placement des jeunes filles après leur première communion, règle les conditions de leur apprentissage, donne à chacun d'entre elles une dame patronnesse et leur offre le dimanche, chez les sœurs, l'instruction religieuse et quelques délassements »[3].

## Patronages paroissiaux

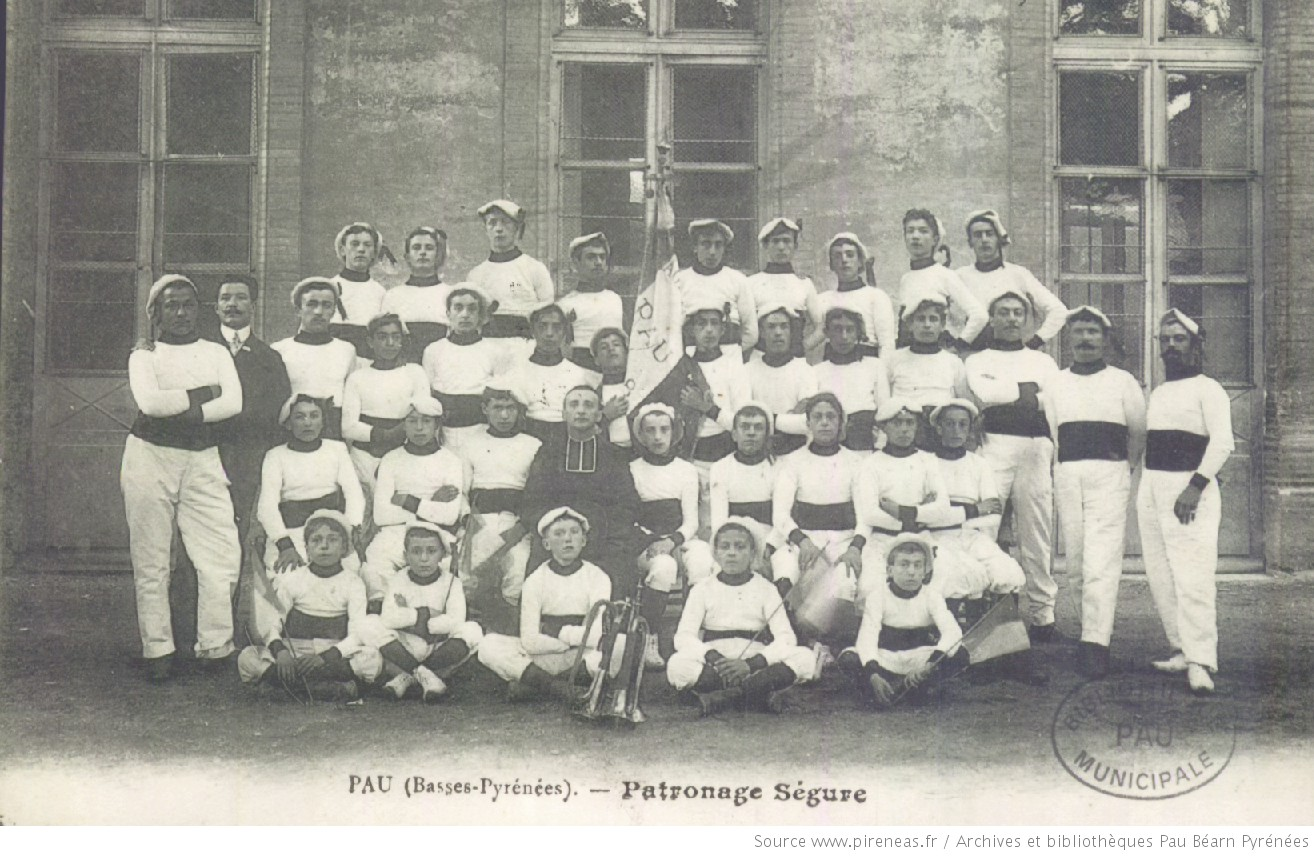
Patronage Ségure de Pau (1900).

Les premiers patronages sont des œuvres catholiques attachées alors à l'éducation et aux loisirs des jeunes gens. Celles-ci apparaissent aux limites des XIXe et XXe siècles dans les divers pays d'Europe — en particulier sous le vocable d'Orel dans les provinces de l'Empire austro-hongrois — mais le terme de patronage reste bien attaché à la Belgique et plus encore à la France.

### Canada
La désignation "patronage" est généralement remplacée par le terme "Patro". Au Canada, on retrouve actuellement sept patro. On peut retrouver leur historique sur la page d'accueil de la Fondation des Patro. Les sept patro sont :
- Patro Roc-Amadour[5] (Ville de Québec, secteur Limoilou) ;
- Patro Laval[6] (Ville de Québec, secteur Basse-Ville) ;
- Patro de Charlesbourg[7] (Ville de Québec, secteur Charlesbourg) ;
- Patro de Lévis[8] (Ville de Lévis) ;
- Patro de Jonquière[9] (Ville de Saguenay, secteur Jonquière) ;
- Patro Le Prévost[10] (Ville de Montréal, secteur Villeray) ;
- Patro d'Ottawa[11] (Ville de Ottawa, secteur centre-ville).

### France
En France, les patronages paroissiaux voient le jour avec la fondation des ordres mendiants.
Les ordres mendiants, soutenus dès leur origine par le pape Innocent III, se consacrent à la prédication de l'Évangile et au service des pauvres. Plus important que la prédication est cependant leur témoignage de vie, à la suite du Christ pauvre.
Les deux principaux ordres ont été fondés par Saint Dominique (dominicains) et Saint François d'Assise (franciscains). Respectivement implantés dans le Sud de la France et dans le Nord de l'Italie, ils proposèrent un modèle de service de Dieu au sein de la société.
Ils attirèrent rapidement le patronage, tant de la bourgeoisie que de l'aristocratie. Leur action se développa rapidement dans les villes dont l'accroissement de la population nécessitait une prédication et une approche pastorale adaptées.
Au XIXe siècle, à la fin du Consulat avec l'abbé Jean-Joseph Allemand à Marseille, l'idée est reprise en 1820, par l'abbé Joseph-Marie Timon-David et se développe ensuite largement au sein des congrégations déjà existantes comme les Frères des écoles chrétiennes et le Tiers-Ordre dominicain et au sein de communautés nouvelles comme les Salésiens de Jean Bosco, les Religieux de Saint-Vincent-de-Paul du père Le Prevost, puis plus tardivement chez les Fils de la Charité du père Anizan au début du XXe siècle.
Parallèlement au catholicisme social, ces institutions se développent en France dans les paroisses à la fin du XIXe siècle pour donner naissance à une fédération sportive en 1898, quelques années après la Belgique. En 1903, cette fédération devient la Fédération gymnastique et sportive des patronages de France et, à partir de 1968, la Fédération sportive et culturelle de France. En 1905, avec la loi de séparation des Églises et de l'État, les patronages adoptent le statut d'associations loi de 1901. Ils connaissent ensuite un développement très important entre les deux guerres et après 1945 mais à partir de 1965, les choix pastoraux de l'Église de France les contraignent à la laïcisation et, au XXIe siècle, beaucoup de patronages ne sont le plus souvent que des associations sportives et culturelles laïques qui restent cependant attachées à leurs références originelles pour le plus grand nombre d'entre elles.

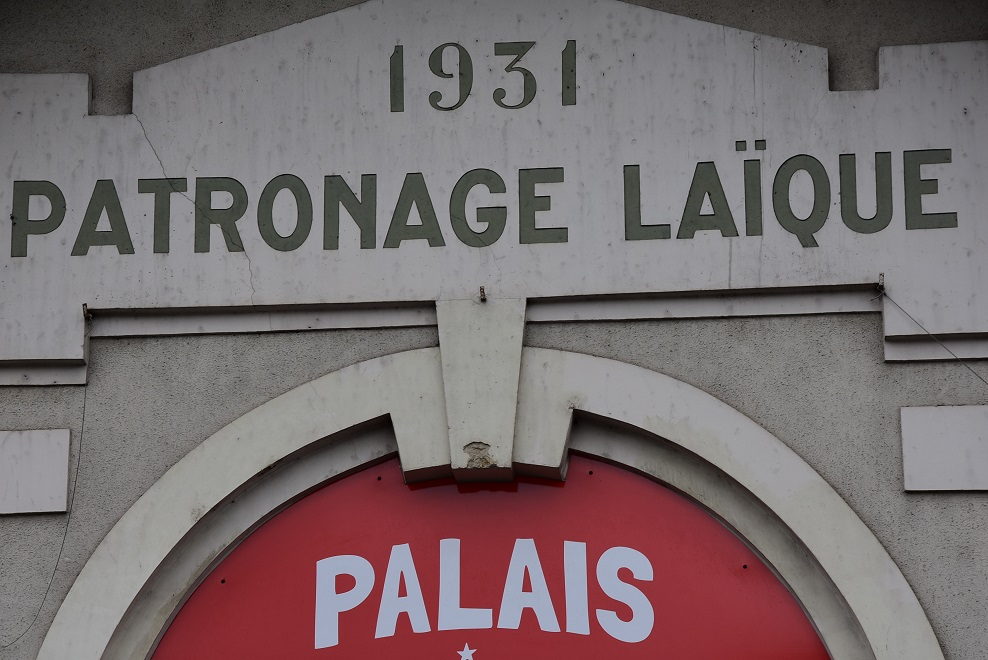
Fronton de l'ancien patronage laïque de Niort (1931).

Pourtant, de nombreuses initiatives récentes font regermer la dynamique éducative des patronages paroissiaux sur le territoire français. Le coup d'envoi semble avoir été donné par la création d'une fédération des associations culturelles éducatives et de loisirs (FACEL) par le cardinal archevêque de Paris, Jean-Marie Lustiger, en 1994. Depuis, le mouvement se poursuit, sous l'impulsion de communautés nouvelles comme la Communauté Saint-Martin ou les frères et sœurs de la Communauté Saint-Jean mais aussi une reprise d'initiative de la part de créateurs historiques de patronages. Une fondation abritée par la fondation Raoul-Follereau a été créée en 2020 : la Fondation des patronages de France. Un guide de l'organisateur de patronage a été publié par l'Association pour la formation des cadres de l'animation et des loisirs (AFOCAL). Enfin, en 2022, sous l'impulsion du Fonds du bien commun, et du centre Lapparent pour l'éducation un incubateur de patronages voit le jour: Esprit de patronage, afin de pouvoir répondre aux besoins exprimés par des fondateurs de patronages de plus en plus nombreux. Leur nombre est passé de 40 à la fin des années 1990 à 150 en 2021, d'après une étude de Karism Conseil.

#### Quelques patronages français célèbres
Plusieurs grands clubs sportifs français ont pour origine des patronages catholiques, parmi lesquels :
- l'Association de la jeunesse auxerroise (AJ Auxerre), créée par l'abbé Deschamps qui a laissé son nom au stade bourguignon ;
- le cercle Saint-Pierre de Limoges, né du patronage de la paroisse de Saint-Pierre du Queyroix ;
- l'Élan Béarnais Pau-Orthez ;
- la Jeune-France de Cholet issue du Patronage Notre-Dame-de-la-Garde de Cholet et qui a donné naissance à Cholet Basket.

D'autres sont célèbres à d'autres titres :
- les Cadets de Bretagne, fondés en 1840, constituent le plus vieux patronage de France[18] ;
- le patronage du Bon Conseil[19] à Paris dans le 7e arrondissement, créé par l'abbé Esquerré en 1894 ;
- le patronage de l'Espace Saint-Julien à Laval, premier patronage intergénérationnel, inauguré en novembre 2022[20], créé par un groupe de bénévoles et un prêtre de la communauté Saint-Martin[21].

## Patronage syndical

### Italie
Dans la région autonome et francophone de la Vallée d'Aoste, le terme "patronage" s'utilise en français valdôtain pour indiquer le service d'assistance offert par un syndicat, en particulier le Syndicat autonome valdôtain des travailleurs, à ses affiliés, le plus souvent en matière fiscale.